# Mexianthus
Mexianthus, monotipski rod glavočika iz podtribusa Hebecliniinae, dio tribusa Eupatorieae. Jedina vrsta je meksički endem M. mexicanus

## Opis
Mexianthus se sastoji od jedne grmolike vrste iz zapadnog Meksika  (Colima, Jalisco, Nayarit) koja se razlikuje po glavicama s jednim cvjetom u grozdovima. Također ima 5-rebraste cipsele s papusom, gole stilove i naizmjenične listove. Molekularni podaci upućuju na blisku vezu s Decachaeta, s kojom dijeli karakterističan bazni broj kromosoma x=16.

## Sinonimi
Nema.